# Friedrich (Nassau-Weilburg)
Friedrich von Nassau-Weilburg (* 16. Apriljul. / 26. April 1640greg. in Metz; † 19. September 1675 in Weilburg) war von 1655 (1663) bis 1675 der regierende Graf von Nassau-Weilburg.

## Biografie
Friedrich (aus der walramischen Linie des Hauses Nassau) wurde am 26. April 1640 in Metz geboren. Er war der Sohn von Graf Ernst Casimir von Nassau-Weilburg (1607–1655) und dessen Frau Anna Maria von Sayn-Wittgenstein-Hachenburg (1610–1656).
Da seine Familie vor dem Dreißigjährigen Krieg nach Metz geflohen war, verbrachte er auch seine ersten Lebensjahre dort. Nach dem Krieg kehrte die Familie in ein zerstörtes Land zurück, das Friedrich 1655 erbte. Zunächst stand er unter der Vormundschaft seines Onkels Johann von Nassau-Idstein. Mit seiner Heirat 1663 wurde er auch Regent des Landes.
Seit dem Jahre 1672 befand sich das Land faktisch wieder im Krieg, als 1675 der Graf an einem Reitunfall starb. Die Vormundschaft über die Kinder bekam der Graf Johann Ludwig von Nassau-Ottweiler.

## Familie
Friedrich heiratete am 26. Mai 1663 Christiane Elisabeth von Sayn-Wittgenstein-Homburg (1646–1678). Sie war die Tochter von Graf Ernst von Sayn-Wittgenstein-Homburg (1599–1649). Das Paar hatte folgende drei Kinder:
- Johann Ernst (* 13. Juni 1664; † 27. Februar 1719) ⚭ 1683 Gräfin Marie Polyxena von Leiningen-Hartenburg (1662–1725)
- Friedrich Wilhelm Ludwig (* 21. August 1665; † 14. August 1684); gefallen vor Ofen
- Marie Christiane (* 6. November 1666; † 18. Dezember 1734)

Der seit dem Jahr 2000 als Großherzog von Luxemburg amtierende Henri von Nassau ist der achtfache Urenkel von Friedrich von Nassau-Weilburg.